# أنطونيو هرنانديز
أنطونيو هرنانديز (بالإسبانية: Antonio Hernández)‏ هو دراج مكسيكي، ولد في 16 مايو 1951.

## وصلات خارجية
- أنطونيو هرنانديز على موقع أرشيف الدراجات (الإنجليزية)
- أنطونيو هرنانديز على موقع أوليمبيديا (الإنجليزية)